# جوزيف شامبلن ستون
جوزيف شامبلن ستون هو سياسي أمريكي، ولد في 30 يوليو 1829، وتوفي في 3 ديسمبر 1902 في برلنغتون في الولايات المتحدة. نشط حزبياً في الحزب الجمهوري. وقد انتخب عضو مجلس النواب الأمريكي ‏.